# Norra förstaden

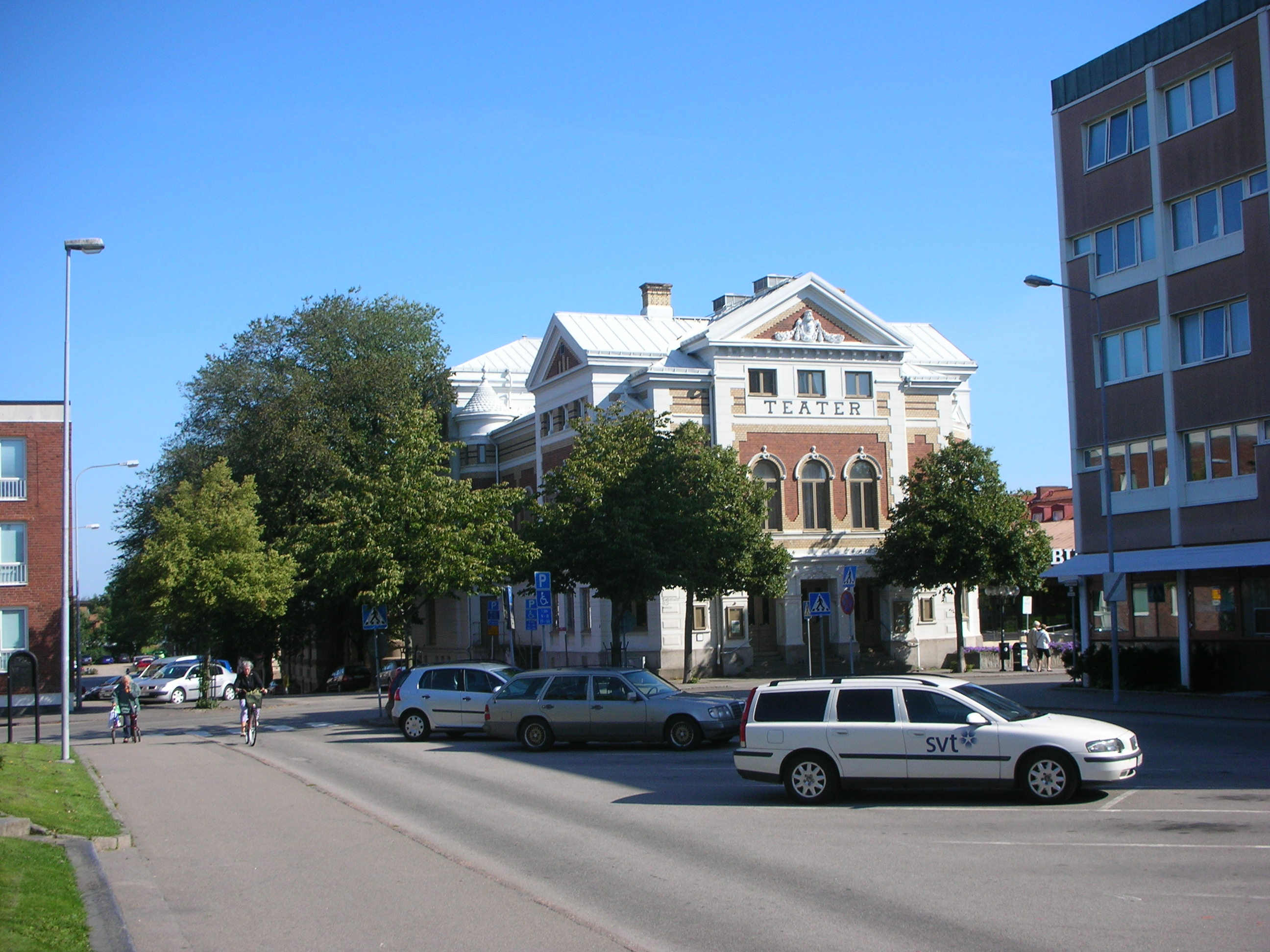
Varbergs Teater och Kungsgatan.

Norra förstaden är en stadsdel i centrala Varberg i Hallands län, Sverige, omedelbart norr om det egentliga centrum. Stadsdelen avgränsas i söder av Norra Vallgatan, men i övrigt är dess gränser flytande.

## Historia
Norra förstaden ligger omedelbart utanför den stad som ritades upp och byggdes när Varberg flyttades till det nuvarande läget efter stadsbranden 1666. Varberg expanderade kraftigt i slutet av 1800-talet, och då uppstod Norra Förstaden. Dess gatunät är ritat som en förlängning av det ursprungliga i centrum, och särskilt med tanke på Norra Vallgatans oansenlighet är de två stadsdelarna helt sammanväxta, även om bebyggelsens karaktär i Norra Förstaden skiljer sig från den centrum.
Norra Förstaden domineras av stora institutionsbyggnader. Varbergs kommuns administration inryms i ett antal byggnader, med stadshuset som den främsta. I området ligger även Varbergs Bibliotek och teater.